# Haccourt
Cet article possède un paronyme, voir Hâcourt.
Haccourt (en wallon Hacoû) est une section de la commune belge d’Oupeye située en Région wallonne dans la province de Liège. Elle comprend le village homonyme ainsi que les hameaux de Hallembaye et de Hauts-de-Froidmont.
Avant la fusion des communes de 1977, ce village formait une entité à part entière. Une partie de celle-ci avait déjà fusionné avec la commune de Visé en 1975.

## Étymologie
Le nom de Haccourt trouve son origine dans le nom du Seigneur originaire de Frise "Hacco". On peut encore voir entourant l'Église Saint Hubert quelques murs qui faisaient partie de son château, et notamment l'entrée du pont levis.
Le nom du hameau de Hallembaye vient de l'hydrologie, son nom vient du vieux germanique "Hell" signifiant "limpide" et "Bach" "Baye" signifiant "ruisseau".

## Démographie
- Sources : INS, Rem. : 1831 jusqu'en 1970 = recensements, 1976 = nombre d'habitants au 31 décembre.

## Histoire
À Hallembaye, le 18 août 1914, 16 civils passés par les armes et 80 maisons détruites par le 73e RI et le 9e RU -Régiment de Uhlans- de l'armée impériale allemande lors des atrocités allemandes commises au début de l'invasion
.

### Patrimoine architectural

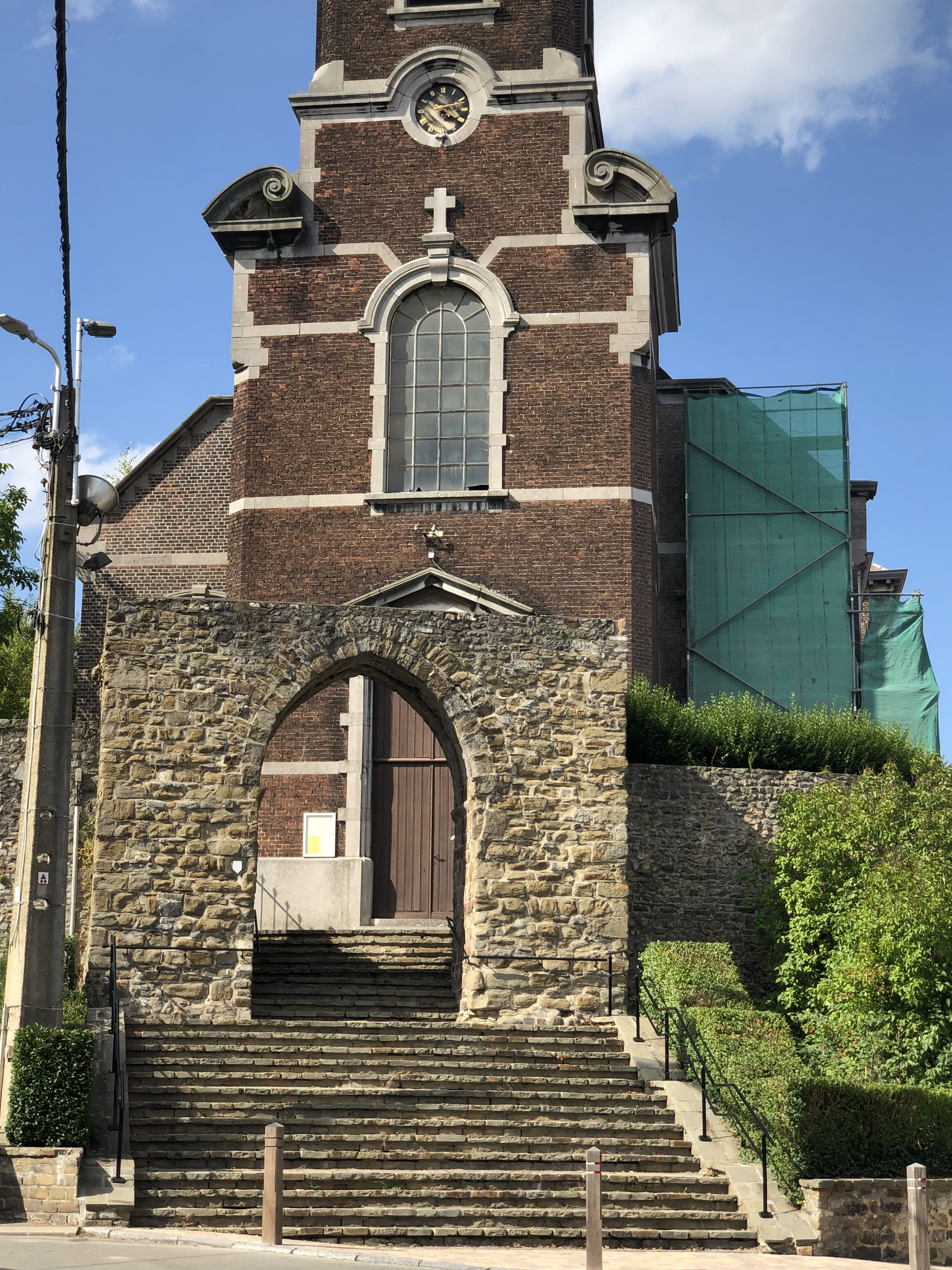
L'église et les restes des murailles de l'ancien bourg

## Patrimoine et culture

### Culture

#### Folklore
Haccourt passe pour être un grand centre de rassemblement des macrales.  Au XVIe siècle, des sorcières de la région furent condamnées et brûlées vives sur les Hautes terres de Froidmont entre Haccourt et Houtain.

## Économie

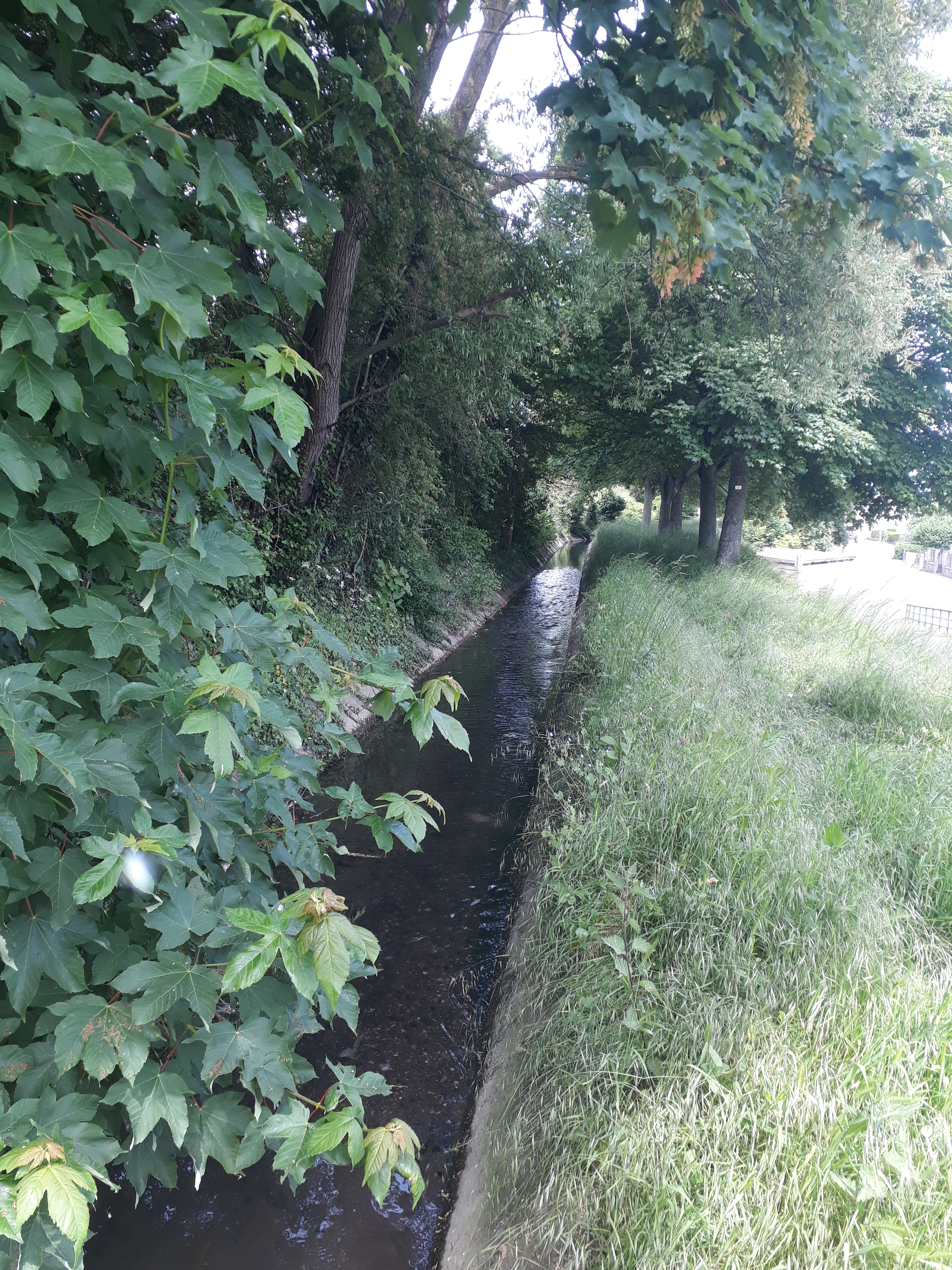
Bief du Moulin Valoir à Haccourt.

La commune d'Oupeye et Haccourt est capitale wallonne de la fruiticulture avec une production importante sur basses-tiges de pommes, de poires, de fraises et de fruits rouges. Il subsiste encore de belles variétés de hautes tiges qui produisent des prunes, cerises, etc.

## Personnalités liées à Haccourt
- Libert Froidmont (Haccourt, 1587 - Louvain, 1653), théologien et scientifique à l'université de Louvain.